# 2e étape du Tour de France 2000
Pour un article plus général, voir Tour de France 2000.
La 2e étape du Tour de France 2000 a eu lieu le 2 juillet 2000 entre le Futuroscope et Loudun sur une distance de 194 km. Il a été remporté par le Belge Tom Steels (Mapei-QuickStep) devant l'Australien Stuart O'Grady (Crédit agricole) et l'Allemand Erik Zabel (Deutsche Telekom).

## Classement de l'étape
| \| Classement de l'étape \| Classement de l'étape \| Classement de l'étape \| Classement de l'étape \| Classement de l'étape \| \| Coureur \| Coureur \| Pays \| Équipe \| Temps \| \| --------------------- \| --------------------- \| --------------------- \| ----------------------- \| --------------------- \| \| 1er \| Tom Steels \| Belgique \| Mapei-Quick Step \| 4 h 46 min 08 s \| \| 2e \| Stuart O'Grady \| Australie \| Crédit Agricole \| + 0 s \| \| 3e \| Erik Zabel \| Allemagne \| Deutsche Telekom \| + 0 s \| \| 4e \| Romāns Vainšteins \| Lettonie \| Vini Caldirola-Sidermec \| + 0 s \| \| 5e \| Marcel Wüst \| Allemagne \| Festina \| + 0 s \| \| 6e \| Dario Pieri \| Italie \| Saeco-Valli & Valli \| + 0 s \| \| 7e \| Robbie McEwen \| Australie \| Farm Frites \| + 0 s \| \| 8e \| Zoran Klemenčič \| Slovénie \| Vini Caldirola-Sidermec \| + 0 s \| \| 9e \| François Simon \| France \| Bonjour-Toupargel \| + 0 s \| \| 10e \| Jans Koerts \| Pays-Bas \| Farm Frites \| + 0 s \| |                   |           |                         |                 |
| |                   |           |                         |                 |
| |                   |           |                         |                 |
| Classement de l'étape |                   |           |                         |                 |
| Coureur | Coureur           | Pays      | Équipe                  | Temps           |
| 1er | Tom Steels        | Belgique  | Mapei-Quick Step        | 4 h 46 min 08 s |
| 2e | Stuart O'Grady    | Australie | Crédit Agricole         | + 0 s           |
| 3e | Erik Zabel        | Allemagne | Deutsche Telekom        | + 0 s           |
| 4e | Romāns Vainšteins | Lettonie  | Vini Caldirola-Sidermec | + 0 s           |
| 5e | Marcel Wüst       | Allemagne | Festina                 | + 0 s           |
| 6e | Dario Pieri       | Italie    | Saeco-Valli & Valli     | + 0 s           |
| 7e | Robbie McEwen     | Australie | Farm Frites             | + 0 s           |
| 8e | Zoran Klemenčič   | Slovénie  | Vini Caldirola-Sidermec | + 0 s           |
| 9e | François Simon    | France    | Bonjour-Toupargel       | + 0 s           |
| 10e | Jans Koerts       | Pays-Bas  | Farm Frites             | + 0 s           |

## Classement général
À la suite de cette étape disputée au sprint, le classement général reste presque inchangé, le Britannique David Millar (Cofidis-Le Crédit par Téléphone) devançant l'Américain Lance Armstrong (US Postal Service) et le Français Laurent Jalabert (ONCE-Deutsche Bank). Seul changement, la sortie du Néerlandais Erik Dekker (Rabobank) du top 10, remplacé par le coéquipier de Jalabert, l'Espagnol Abraham Olano.
| \| Classement général \| Classement général \| Classement général \| Classement général \| Classement général \| \| Coureur \| Coureur \| Pays \| Équipe \| Temps \| \| ------------------ \| ------------------ \| ------------------ \| ------------------------------- \| ------------------ \| \| 1er \| David Millar \| Royaume-Uni \| Cofidis-Le Crédit par Téléphone \| 5 h 05 min 09 s \| \| 2e \| Lance Armstrong \| États-Unis \| US Postal Service \| DQ \| \| 3e \| Laurent Jalabert \| France \| ONCE-Deutsche Bank \| + 15 s \| \| 4e \| Jan Ullrich \| Allemagne \| Deutsche Telekom \| + 16 s \| \| 5e \| David Cañada \| Espagne \| ONCE-Deutsche Bank \| + 18 s \| \| 6e \| Alex Zülle \| Suisse \| Banesto \| + 22 s \| \| 7e \| Viatcheslav Ekimov \| Russie \| US Postal Service \| + 23 s \| \| 8e \| Simone Borgheresi \| Italie \| Mercatone Uno-Albacom \| + 29 s \| \| 9e \| Tyler Hamilton \| États-Unis \| US Postal Service \| + 35 s \| \| 10e \| Abraham Olano \| Espagne \| ONCE-Deutsche Bank \| + 41 s \| |                    |             |                                 |                 |
| |                    |             |                                 |                 |
| |                    |             |                                 |                 |
| Classement général |                    |             |                                 |                 |
| Coureur | Coureur            | Pays        | Équipe                          | Temps           |
| 1er | David Millar       | Royaume-Uni | Cofidis-Le Crédit par Téléphone | 5 h 05 min 09 s |
| 2e | Lance Armstrong    | États-Unis  | US Postal Service               | DQ              |
| 3e | Laurent Jalabert   | France      | ONCE-Deutsche Bank              | + 15 s          |
| 4e | Jan Ullrich        | Allemagne   | Deutsche Telekom                | + 16 s          |
| 5e | David Cañada       | Espagne     | ONCE-Deutsche Bank              | + 18 s          |
| 6e | Alex Zülle         | Suisse      | Banesto                         | + 22 s          |
| 7e | Viatcheslav Ekimov | Russie      | US Postal Service               | + 23 s          |
| 8e | Simone Borgheresi  | Italie      | Mercatone Uno-Albacom           | + 29 s          |
| 9e | Tyler Hamilton     | États-Unis  | US Postal Service               | + 35 s          |
| 10e | Abraham Olano      | Espagne     | ONCE-Deutsche Bank              | + 41 s          |

## Classements annexes
| Classement par points | Classement par points | Classement par points | Classement par points           | Classement par points |
| Coureur               | Coureur               | Pays                  | Équipe                          | Points                |
| --------------------- | --------------------- | --------------------- | ------------------------------- | --------------------- |
| 1er                   | Tom Steels            | Belgique              | Mapei-Quick Step                | 35 pts                |
| 2e                    | Stuart O'Grady        | Australie             | Crédit Agricole                 | 30 pts                |
| 3e                    | David Millar          | Royaume-Uni           | Cofidis-Le Crédit par Téléphone | 26 pts                |
| 4e                    | Erik Zabel            | Allemagne             | Deutsche Telekom                | 26 pts                |
| 5e                    | Romāns Vainšteins     | Lettonie              | Vini Caldirola-Sidermec         | 24 pts                |

| Classement par points | Classement par points | Classement par points | Classement par points           | Classement par points |
| Coureur               | Coureur               | Pays                  | Équipe                          | Points                |
| --------------------- | --------------------- | --------------------- | ------------------------------- | --------------------- |
| 1er                   | Tom Steels            | Belgique              | Mapei-Quick Step                | 35 pts                |
| 2e                    | Stuart O'Grady        | Australie             | Crédit Agricole                 | 30 pts                |
| 3e                    | David Millar          | Royaume-Uni           | Cofidis-Le Crédit par Téléphone | 26 pts                |
| 4e                    | Erik Zabel            | Allemagne             | Deutsche Telekom                | 26 pts                |
| 5e                    | Romāns Vainšteins     | Lettonie              | Vini Caldirola-Sidermec         | 24 pts                |

| Classement de la montagne | Classement de la montagne | Classement de la montagne | Classement de la montagne | Classement de la montagne |
| Coureur                   | Coureur                   | Pays                      | Équipe                    | Points                    |
| ------------------------- | ------------------------- | ------------------------- | ------------------------- | ------------------------- |
| 1er                       | Marcel Wüst               | Allemagne                 | Festina                   | 5 pts                     |
| 2e                        | Frankie Andreu            | États-Unis                | US Postal Service         | 3 pts                     |
| 3e                        | François Simon            | France                    | Bonjour-Toupargel         | 1 pt                      |

| Classement de la montagne | Classement de la montagne | Classement de la montagne | Classement de la montagne | Classement de la montagne |
| Coureur                   | Coureur                   | Pays                      | Équipe                    | Points                    |
| ------------------------- | ------------------------- | ------------------------- | ------------------------- | ------------------------- |
| 1er                       | Marcel Wüst               | Allemagne                 | Festina                   | 5 pts                     |
| 2e                        | Frankie Andreu            | États-Unis                | US Postal Service         | 3 pts                     |
| 3e                        | François Simon            | France                    | Bonjour-Toupargel         | 1 pt                      |

| Classement du meilleur jeune | Classement du meilleur jeune | Classement du meilleur jeune | Classement du meilleur jeune    | Classement du meilleur jeune |
| Coureur                      | Coureur                      | Pays                         | Équipe                          | Temps                        |
| ---------------------------- | ---------------------------- | ---------------------------- | ------------------------------- | ---------------------------- |
| 1er                          | David Millar                 | Royaume-Uni                  | Cofidis-Le Crédit par Téléphone | 5 h 05 min 09 s              |
| 2e                           | David Cañada                 | Espagne                      | ONCE-Deutsche Bank              | + 18 s                       |
| 3e                           | José Iván Gutiérrez          | Espagne                      | ONCE-Deutsche Bank              | + 55 s                       |
| 4e                           | Guido Trentin                | Italie                       | Vini Caldirola-Sidermec         | + 57 s                       |
| 5e                           | Dario Pieri                  | Italie                       | Saeco-Valli & Valli             | + 1 min 05 s                 |

| Classement du meilleur jeune | Classement du meilleur jeune | Classement du meilleur jeune | Classement du meilleur jeune    | Classement du meilleur jeune |
| Coureur                      | Coureur                      | Pays                         | Équipe                          | Temps                        |
| ---------------------------- | ---------------------------- | ---------------------------- | ------------------------------- | ---------------------------- |
| 1er                          | David Millar                 | Royaume-Uni                  | Cofidis-Le Crédit par Téléphone | 5 h 05 min 09 s              |
| 2e                           | David Cañada                 | Espagne                      | ONCE-Deutsche Bank              | + 18 s                       |
| 3e                           | José Iván Gutiérrez          | Espagne                      | ONCE-Deutsche Bank              | + 55 s                       |
| 4e                           | Guido Trentin                | Italie                       | Vini Caldirola-Sidermec         | + 57 s                       |
| 5e                           | Dario Pieri                  | Italie                       | Saeco-Valli & Valli             | + 1 min 05 s                 |

| Classement par équipes | Classement par équipes          | Classement par équipes | Classement par équipes |
| Équipe                 | Équipe                          | Pays                   | Temps                  |
| ---------------------- | ------------------------------- | ---------------------- | ---------------------- |
| 1re                    | US Postal Service               | États-Unis             | 15 h 16 min 29 s       |
| 2e                     | ONCE-Deutsche Bank              | Espagne                | + 12 s                 |
| 3e                     | Festina                         | France                 | + 1 min 22 s           |
| 4e                     | Cofidis-Le Crédit par Téléphone | France                 | + 1 min 23 s           |
| 5e                     | Deutsche Telekom                | Allemagne              | + 1 min 36 s           |

| Classement par équipes | Classement par équipes          | Classement par équipes | Classement par équipes |
| Équipe                 | Équipe                          | Pays                   | Temps                  |
| ---------------------- | ------------------------------- | ---------------------- | ---------------------- |
| 1re                    | US Postal Service               | États-Unis             | 15 h 16 min 29 s       |
| 2e                     | ONCE-Deutsche Bank              | Espagne                | + 12 s                 |
| 3e                     | Festina                         | France                 | + 1 min 22 s           |
| 4e                     | Cofidis-Le Crédit par Téléphone | France                 | + 1 min 23 s           |
| 5e                     | Deutsche Telekom                | Allemagne              | + 1 min 36 s           |